# Le Vent d'est
Le Vent d'est is een Franse dramafilm uit 1970 onder regie van Jean-Luc Godard.

## Verhaal
Een essay over revolutionaire strijd en een zelfkritiek van de cinema.

## Rolverdeling
| Acteur                 | Personage                     |
| ---------------------- | ----------------------------- |
| Gian Maria Volonté     | Noordelijke opzichter         |
| Anne Wiazemsky         | Revolutionair                 |
| Cristiana Tullio-Altan | Jong burgermeisje             |
| Allen Midgette         | Indiaan                       |
| José Varela            | Gids                          |
| Paolo Pozzesi          | Revisionistisch afgevaardigde |
| Götz George            | Soldaat                       |